# 播南街道
播南街道，是中华人民共和国贵州省遵义市播州区下辖的一个街道办事处。
2016年10月11日，贵州省人民政府批复同意设置播南街道，辖原南白镇的白龙社区、青山社区、莲花社区、后坝社区，办事处驻白龙社区。

## 行政区划
播南街道下辖以下地区：
白龙社区、后坝村、莲花村和青山村。